# Église évangélique-luthérienne de Finlande

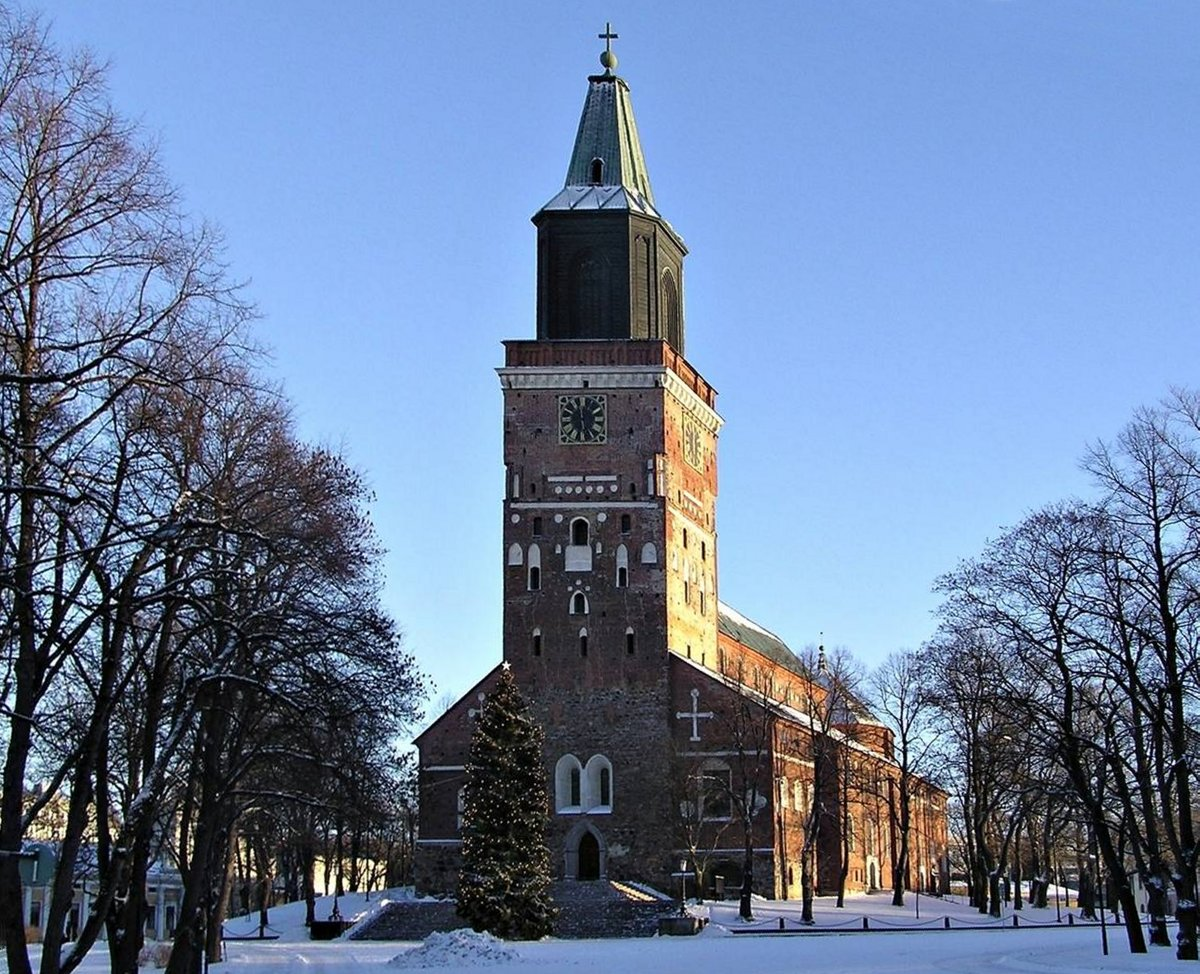
Cathédrale de Turku

L'Église évangélique-luthérienne de Finlande (en finnois : Suomen evankelis-luterilainen kirkko ; en suédois : Evangelisk-lutherska kyrkan i Finland) est une église rattachée au luthéranisme qui constitue la principale religion de la Finlande et une des deux religions nationales avec l'Église orthodoxe de Finlande. En 2022, et malgré une nette diminution du nombre d'adhérents, 65,2 % de la population du pays fait partie de cette Église. Elle est traditionnellement dirigée par l'archevêque de Turku, qui est depuis 2018 Tapio Luoma.

## Histoire
Avant la réforme protestante, le siège épiscopal de Turku était catholique (voir catholicisme en Finlande).
La proximité (culturelle, diplomatique, économique, militaire) du Saint-Empire romain germanique en période de Réforme protestante amène la création d'une église nationale suédoise, luthérienne, l'Église de Suède (1527).
Le roi de Suède Gustave Ier Vasa (1496-1560) l'impose dans son pays et ses dépendances, dont la province de Finlande.
Mikael Agricola (1510-1557), pasteur finlandais, linguiste, érudits, humaniste, théologien, est un des principaux artisans de cette conversion religieuse collective. 
Il est consacré évêque d'Åbo en 1554 sans l'approbation du pape. En conséquence, il commence une réforme de l’Église finlandaise suivant la pensée luthérienne. Il traduit le Nouveau Testament (le Se Wsi Testamenti), le livre des prières, l'hymne et la messe en finnois et par le biais de ce travail fixe les règles de l'orthographe qui sont à la base de l'écriture moderne du finnois. La profondeur de ce travail est particulièrement remarquable, puisqu'il l'accomplit en seulement trois ans.
L'Église évangélique-luthérienne de Finlande efface durablement le catholicisme des pratiques, dès 1560.
En 2009, en signe de rapprochement œcuménique, Mgr Teemu Sippo est sacré évêque catholique de Finlande par l'évêque catholique de Mayence Karl Lehmann dans la cathédrale de Turku.
L'Église évangélique-luthérienne de Finlande adhère à la Communion de Porvoo ainsi qu'à la Déclaration commune sur la justification par la foi.

## Les évêques catholiques de Turku
- L’évêque Henrik mort environ 1151–1158
- Rodolfus 1202?–1209?
- Folkvinus 1210?–1234?
- Tuomas 1234?–1245
- Bero 1248 ou 1249–1258
- Ragvald I 1258–1266
- Catillus 1266–1286
- Johannes 1286–1290
- Maunu I 1291–1308
- Ragvald II 1309–1321
- Pentti 1321–1338
- Hemming 1338–1366
- Henrik Hartmaninpoika 1366–1367
- Johannes Pietarinpoika 1367–1370
- Johannes Westfal 1370–1385
- Bero Balk 1385–1412
- Maunu Olavinpoika Tavast 1412–1450
- Olavi Maununpoika 1450–1460
- Konrad Bitz 1460–1489
- Maunu III Särkilahti 1489–1500
- Lauri Suurpää 1500–1506
- Johannes Olavinpoika 1506–1510
- Arvid Kurki 1510–1522
- Ericus Svenonius 1523–1527
- Martti Skytte 1528–1550

## Les évêques luthériens de Turku
- Mikael Agricola 1554–1557
- Pietari Follingius 1558–1563
- Paavali Juusten 1563–1575
- Ericus Erici Sorolainen 1583–1625
- Isaacus Rothovius 1627–1652
- Aeschillus Petraeus 1652–1657
- Johannes Terserus 1658–1664
- Johannes Gezelius père 1664–1690
- Johannes Gezelius fils 1690–1718
- Herman Witte 1721–1728
- Lars Tammelin 1728–1733
- Jonas Fahlenius 1734–1748
- Johan Browallius 1748–1755
- Karl Fredrik Mennander 1757–1775
- Jakob Haartman 1776–1788
- Jakob Gadolin 1788–1802
- Jacob Tengström 1803–1817

## Les archevêques luthériens de Turku et de Finlande
- Jacob Tengström 1817–1832
- Erik Gabriel Melartin 1833–1847
- Edvard Bergenheim 1850–1884
- Torsten Thure Renvall 1884–1898
- Gustaf Johansson 1899–1930
- Lauri Ingman 1930–1934
- Erkki Kaila 1935–1944
- Aleksi Lehtonen 1945–1951
- Ilmari Salomies 1951–1964
- Martti Simojoki 1964–1978
- Mikko Juva 1978–1982
- John Vikström 1982–1998
- Jukka Paarma 1998–2010
- Kari Mäkinen 2010–2018
- Tapio Luoma 2018

## Diocèses et archidiocèse
Outre l'archidiocèse de Turku, qui trouve ses origines en 1156 dans le sacrifice (non attesté formellement historiquement) de saint Henri d'Uppsala, le pays compte 7 diocèses régionaux et un diocèse couvrant les paroisses suédophones.
| Diocèse               | Fondation | Cathédrale            | Titulaire                  |
| --------------------- | --------- | --------------------- | -------------------------- |
| Archidiocèse de Turku | 1156      | Cathédrale de Turku   | Tapio Luoma (2018-)        |
| Diocèse de Tampere    | 1554      | Cathédrale de Tampere | Matti Repo (2008-)         |
| Diocèse d'Oulu        | 1851      | Cathédrale d'Oulu     | Jukka Keskitalo (2018-)    |
| Diocèse de Mikkeli    | 1897      | Cathédrale de Mikkeli | Seppo Häkkinen (2009-)     |
| Diocèse de Porvoo     | 1923      | Cathédrale de Porvoo  | Bo-Göran Åstrand (2019-)   |
| Diocèse de Kuopio     | 1939      | Cathédrale de Kuopio  | Jari Jolkkonen (2012-)     |
| Diocèse de Lapua      | 1959      | Cathédrale de Lapua   | Simo Peura (2004-)         |
| Diocèse d'Helsinki    | 1959      | Cathédrale d'Helsinki | Teemu Laajasalo (2017-)    |
| Diocèse d'Espoo       | 2004      | Cathédrale d'Espoo    | Kaisamari Hintikka (2019-) |

## Financement
En tant qu'Église nationale, l'Église évangélique-luthérienne est financée largement par la collecte d'impôts directs, variant de 1 % des revenus des membres (Helsinki, Turku...) à 2,25 % (Iniö).